# Medalhistas do Campeonato Nacional de Ginástica dos Estados Unidos (feminino)
Abaixo a lista das ginastas medalhistas do Campeonato Nacional Estadunidense 

## Ginástica artística

### Individual geral
| Evento            | Ouro         | Prata             | Bronze            |
| ----------------- | ------------ | ----------------- | ----------------- |
| Hartford 2013     | Simone Biles | Kyla Ross         | Brenna Dowell     |
| Pittsburgh 2014   | Simone Biles | Kyla Ross         | Maggie Nichols    |
| Indianapolis 2015 | Simone Biles | Maggie Nichols    | Alexandra Raisman |
| Hartford 2016     | Simone Biles | Alexandra Raisman | Lauren Hernandez  |
| Anaheim 2017      | Ragan Smith  | Jordan Chiles     | Riley McCusker    |
| Boston 2018       | Simone Biles | Morgan Hurd       | Riley McCusker    |
| Kansas City 2019  | Simone Biles | Sunisa Lee        | Grace McCallum    |
| Fort Worth 2021   | Simone Biles | Sunisa Lee        | Jordan Chiles     |

### Salto
| Evento            | Ouro            | Prata           | Bronze          |
| ----------------- | --------------- | --------------- | --------------- |
| Hartford 2013     | McKayla Maroney | Simone Biles    | MyKayla Skinner |
| Pittsburgh 2014   | Simone Biles    | MyKayla Skinner | nenhuma         |
| Indianapolis 2015 | Simone Biles    | MyKayla Skinner | nenhuma         |
| Hartford 2016     | Simone Biles    | MyKayla Skinner | nenhuma         |
| Anaheim 2017      | Jade Carey      | nenhuma         | nenhuma         |
| Boston 2018       | Simone Biles    | Jordan Chiles   | Jade Carey      |
| Kansas City 2019  | Simone Biles    | Jade Carey      | MyKayla Skinner |
| Fort Worth 2021   | Simone Biles    | MyKayla Skinner | Jordan Chiles   |

### Barras assimétricas
| Evento            | Ouro            | Prata           | Bronze                     |
| ----------------- | --------------- | --------------- | -------------------------- |
| Hartford 2013     | Kyla Ross       | Simone Biles    | Brenna Dowell              |
| Pittsburgh 2014   | Ashton Locklear | Madison Kocian  | Maggie Nichols             |
| Indianapolis 2015 | Madison Kocian  | Ashton Locklear | Bailie Key                 |
| Harford 2016      | Ashton Locklear | Madison Kocian  | Lauren Hernandez           |
| Anaheim 2017      | Riley McCusker  | Ashton Locklear | Ragan Smith Marissa Oakley |
| Boston 2018       | Simone Biles    | Riley McCusker  | Morgan Hurd                |
| Kansas City 2019  | Sunisa Lee      | Morgan Hurd     | Simone Biles               |
| Fort Worth 2021   | Sunisa Lee      | Riley McCusker  | Simone Biles               |

### Trave de equilíbrio
| Evento            | Ouro         | Prata                       | Bronze           |
| ----------------- | ------------ | --------------------------- | ---------------- |
| Hartford 2013     | Kyla Ross    | Simone Biles                | Kennedy Baker    |
| Pittsburgh 2014   | Kyla Ross    | Simone Biles Alyssa Baumann | nenhuma          |
| Indianapolis 2015 | Simone Biles | Alyssa Baumann              | Kyla Ross        |
| Hartford 2016     | Simone Biles | Alexandra Raisman           | Lauren Hernandez |
| Anaheim 2017      | Ragan Smith  | Riley McCusker              | Trinity Thomas   |
| Boston 2018       | Simone Biles | Kara Eaker                  | Riley McCusker   |
| Kansas City 2019  | Simone Biles | Kara Eaker                  | Leanne Wong      |
| Fort Worth 2021   | Simone Biles | Sunisa Lee                  | Grace McCallum   |

### Solo
| Evento            | Ouro              | Prata             | Bronze                           |
| ----------------- | ----------------- | ----------------- | -------------------------------- |
| Hartford 2013     | McKayla Maroney   | Simone Biles      | MyKayla Skinner                  |
| Pittsburgh 2014   | Simone Biles      | MyKayla Skinner   | Maggie Nichols                   |
| Indianapolis 2015 | Alexandra Raisman | Simone Biles      | MyKayla Skinner Bailie Key       |
| Hartford 2016     | Simone Biles      | Alexandra Raisman | Lauren Hernandez MyKayla Skinner |
| Anaheim 2017      | Ragan Smith       | Jade Carey        | Trinity Thomas                   |
| Boston 2018       | Simone Biles      | Jade Carey        | Morgan Hurd                      |
| Kansas City 2019  | Simone Biles      | Jade Carey        | Sunisa Lee                       |
| Fort Worth 2021   | Simone Biles      | Kayla DiCello     | Leanne Wong                      |